# BASE jumping
BASE jumping é uma modalidade na qual o base-jumper salta de penhascos, prédios, antenas e até pontes. Para esse tipo de atividade, o base-jumper faz o uso de um pára-quedas apropriado para aberturas a baixas altitudes. 

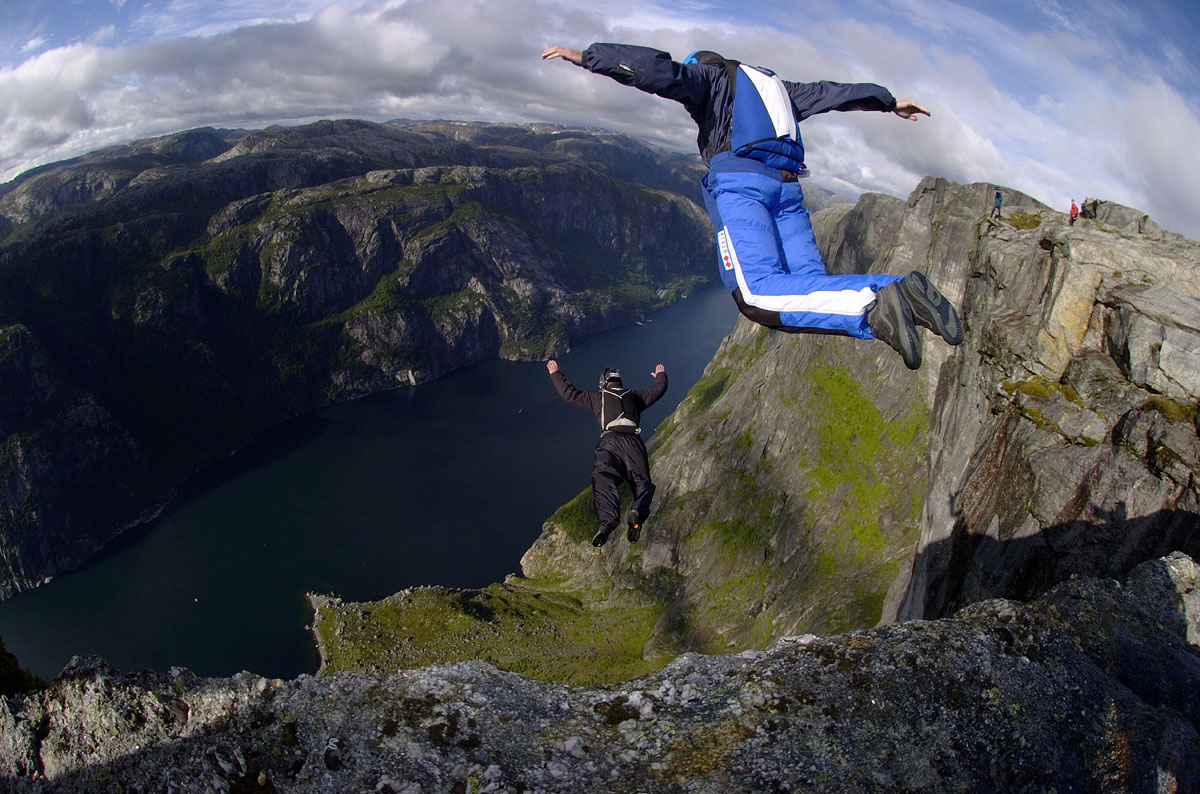
Dois praticantes a saltar de um penhasco.

A sigla B.A.S.E provem de "Building Antenna Span & Earth", ou em português, "Prédio, Antena, Ponte e Terra", e onde o Earth se refere a cliff.
A taxa de mortalidade dos praticantes desse esporte é altíssima, por isso ele é proibido em diversos paises. A Suíça, por exemplo, é um dos poucos países em que a prática é liberada legalmente.